# Zarządcy Raciborza

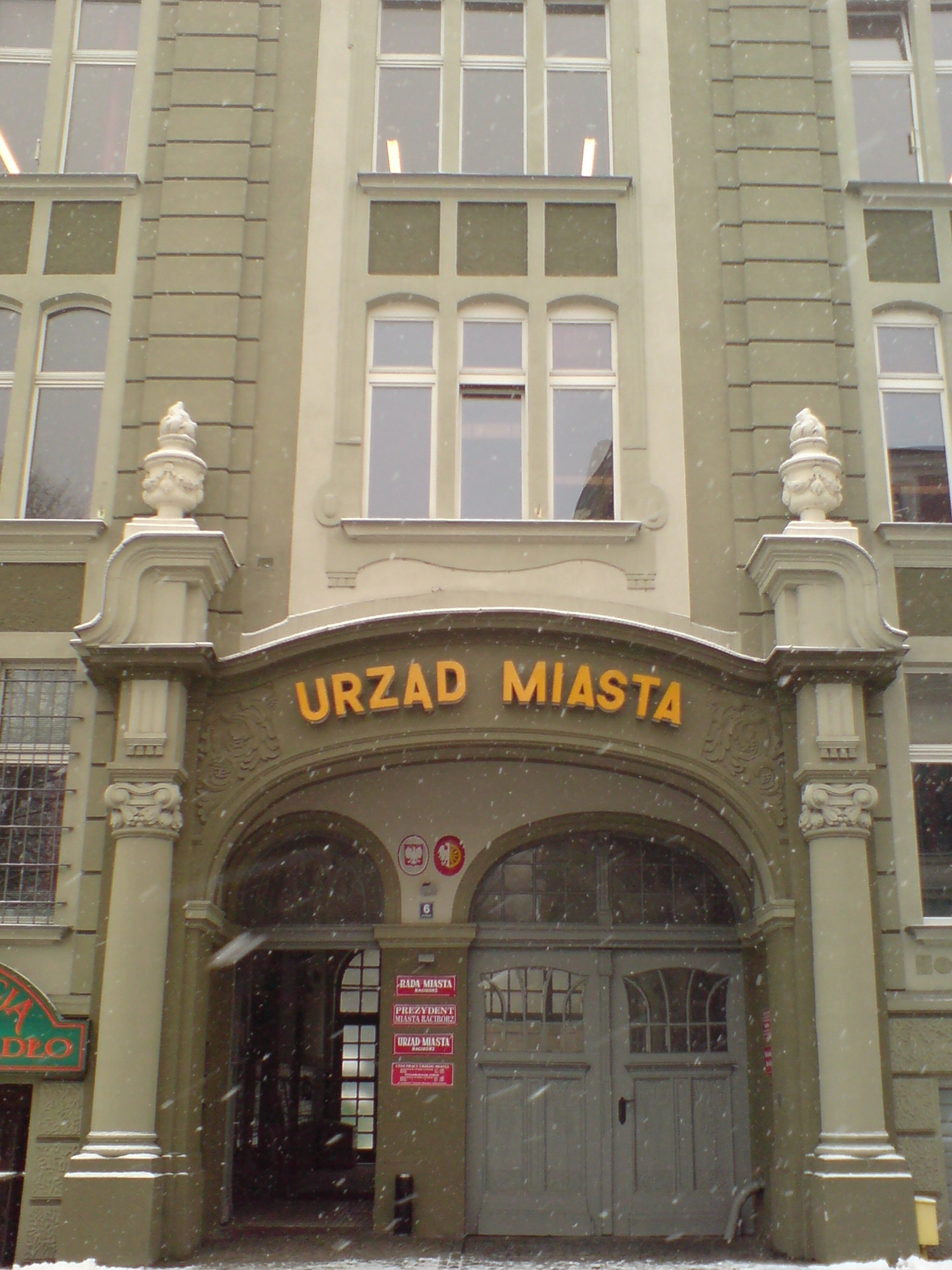
Urząd Miasta – obecne miejsce sprawowania urzędu prezydenta Raciborza

Zarządcy Raciborza – lista osób zarządzających Raciborzem (od 1721 roku). Od 1 lipca 1975 roku miastem zarządza prezydent. Obecnie, od roku 2024 jest nim Jacek Wojciechowicz.

## Historia
Pierwotnie miastem rządził wójt. Stanowisko to funkcjonowało wedle prawa flamandzkiego, na którym Racibórz został lokowany przed 1217 rokiem. Jego kompetencje w 1299 roku przejęła rada miejska. Mimo utraty władzy, kres wójtostwa nastąpił dopiero między 1385 a 1413 rokiem, kiedy to po rządach mieszającego się w kompetencje rady miasta wójta rycerza Dobiesza z Tworkowa mieszczanie wykupili dziedziczny urząd. Natomiast w 1443 roku po raz pierwszy jako władza wykonawcza na kartach źródeł pojawił się burmistrz. Urząd ten przetrwał kilka wieków.
W 1889 roku burmistrz Raciborza otrzymał prawo do używania tytułu nadburmistrza (jest to tożsame z polskim prezydentem miasta). 1 kwietnia 1903 roku po osiągnięciu 30 tys. mieszkańców miasto staje się powiatem grodzkim, którym zarządza nadburmistrz. Prezydenci zaczęli kierować miastem po 1945 roku, kiedy władzę przejęła polska administracja. Stanowisko to przetrwało do 9 maja 1950 roku, kiedy miastem zaczęli zarządzać przewodniczący prezydium miejskiej rady narodowej. W 1973 roku nastąpiły kolejne zmiany administracyjne i miastem kierowali jednoosobowi naczelnicy miast. Stanowisko prezydenta przywrócono 1 lipca 1975 roku. Do tej pory miasto miało 11 prezydentów, 5 przewodniczących prezydium rady miejskiej i 2 naczelników miasta. Obecnym prezydentem miasta jest Jacek Wojciechowicz.

## Burmistrzowie (od 1721)
- Franz von Morawetz (1721 – 1742)[5]
- Franz Josef Noski (1742 – 1754)
- Johann Sternemann (1754 – 1760)
- Joseph Matthäus von Lippa (1760 – 1762)
- Johann Sternemann (1762 – 1769)
- Christoph Samuel Rückert (1769 – 1771)
- Samuel Wilhelm Walter (1771 – 1772)
- Karl Andreas Brandt (1772 – 1796)
- Johann Friedrich Wenzel (1796 – 1808)
- Karl Rafael Wolf (1808 – 1812)
- Johann August Precht (1812 – 1819)
- Anton Jonas (1819 – 1841)
- Theodor Schwarz (1841 – 1848)
- Konstantin Semprich (1848 – 1870)
- Robert Schramm (1870 – 1885)
- August Bernert (1885 – 1898)

## Nadburmistrzowie
- August Bernert (1898 – 1920)
- Max Westram (1920 – 1922)
- Hans Piontek (1922 – 1924)
- Adolf Kaschny (1924 – 1933)
- Max Burda (1933 – 1945)

## Prezydenci
- Edward Stępień (marzec 1945 – kwiecień 1945)
- Paweł Lelonek (9 maja 1945 – 11 listopada 1948)
- Józef Kozik (15 listopada 1948 – 15 maja 1950)

## Przewodniczący prezydium miejskiej rady narodowej
- Michał Szczerkowski (9 maja 1950 – 15 czerwca 1952)
- Edward Kapuścik (1 sierpnia 1952 – 4 listopada 1953)
- Józef Kasiuchnicz (4 listopada 1953 – 21 grudnia 1960)
- Franciszek Florkiewicz (21 grudnia 1960 – 15 maja 1963)
- Roman Simon (15 maja 1963 – 1973)

## Naczelnicy miasta
- Roman Simon (1973 – 15 października 1974)
- Jan Janusz (16 października 1974 – 30 czerwca 1975)

## Prezydenci
- Czesław Wala – PZPR (1 lipca 1975 – 30 czerwca 1981)
- Władysław Woźniak – PZPR (30 grudnia 1981 – 31 października 1982)
- Jan Osuchowski – PZPR (10 listopada 1982 – 30 czerwca 1990)
- Jan Kuliga – Komitet Obywatelski „Solidarność” (1 lipca 1990 – 8 lipca 1994)
- Andrzej Markowiak – PO (8 lipca 1994 – 18 października 2001)
- Adam Hajduk – KWW Razem dla Ziemi Raciborskiej (25 października 2001 – 18 listopada 2002)
- Jan Osuchowski – SLD (18 listopada 2002 – 27 listopada 2006)
- Mirosław Lenk – KWW Mirosława Lenka Razem dla Raciborza (27 listopada 2006 – 21 listopada 2018)
- Dariusz Polowy – KWW Dariusz Polowy – Racibórz może być wielki (21 listopada 2018 – 7 maja 2024)
- Jacek Wojciechowicz – KWW Razem dla Raciborza (od 7 maja 2024[6])